# Boris Frumin
Boris Monseevič Frumin (in russo Борис Моисеевич Фрумин?; Riga, 24 ottobre 1947) è un regista sovietico.

## Filmografia parziale

### Regista
- Dnevnik direktora školy (1975)
- Semejnaja melodrama (1976)